# Tiro nos Jogos Olímpicos de Verão de 1948
O tiro nos Jogos Olímpicos de Verão de 1948 foi realizado em Londres, no Reino Unido, com quatro eventos disputados. Todos os eventos eram abertos para homens e mulheres.

## Tiro rápido 25 m
| Pos. | País            | Atletas                    | Pontos |
| ---- | --------------- | -------------------------- | ------ |
|      | Hungria (HUN)   | Károly Takács              | 580    |
|      | Argentina (ARG) | Carlos Díaz Sáenz Valiente | 571    |
|      | Suécia (SWE)    | Sven Lundquist             | 569    |

## Carabina deitado 50 m
| Pos. | País                 | Atletas       | Pontos |
| ---- | -------------------- | ------------- | ------ |
|      | Estados Unidos (USA) | Arthur Cook   | 599    |
|      | Estados Unidos (USA) | Walter Tomsen | 599    |
|      | Suécia (SWE)         | Jonas Jonsson | 597    |

## Carabina três posições
| Pos. | País            | Atletas        | Pontos |
| ---- | --------------- | -------------- | ------ |
|      | Suíça (SUI)     | Emil Grünig    | 1120   |
|      | Finlândia (FIN) | Pauli Janhonen | 1114   |
|      | Noruega (NOR)   | Willy Røgeberg | 1112   |

## Pistola livre 50 m
| Pos. | País         | Atletas         | Pontos |
| ---- | ------------ | --------------- | ------ |
|      | Peru (PER)   | Edwin Vásquez   | 545    |
|      | Suíça (SUI)  | Rudolf Schnyder | 539    |
|      | Suécia (SWE) | Torsten Ullman  | 539    |

## Quadro de medalhas do tiro
| Ordem | País               | Medalha de ouro | Medalha de prata | Medalha de bronze | Total |
| ----- | ------------------ | --------------- | ---------------- | ----------------- | ----- |
| 1     | USA Estados Unidos | 1               | 1                | 0                 | 2     |
| 1     | SUI Suíça          | 1               | 1                | 0                 | 2     |
| 3     | HUN Hungria        | 1               | 0                | 0                 | 1     |
| 3     | PER Peru           | 1               | 0                | 0                 | 1     |
| 5     | ARG Argentina      | 0               | 1                | 0                 | 1     |
| 5     | FIN Finlândia      | 0               | 1                | 0                 | 1     |
| 7     | SWE Suécia         | 0               | 0                | 3                 | 3     |
| 8     | NOR Noruega        | 0               | 0                | 1                 | 1     |